# Šípkové
Šípkové je obec na Slovensku přibližně 11 km severozápadně od města Piešťany. Žije zde 300 obyvatel. Nachází se zde římskokatolický kostel Panny Marie Sedmibolestné z roku 1969 s interiérem od Ľudovíta Chmelára.
V Zoborských listinách z roku 1113 je dochovaný pouze název potoka Sipco, samotná obec se poprvé vzpomíná jako Sypko v roce 1349. V roce 1436 se stala majetkem panství Čachtického hradu.
Na území obce je na rozloze 16,1 ha přírodní rezervace Málová.